# Альтштадт Шпандау (станция метро)
«Альтштадт Шпандау» (нем. Altstadt Spandau) — станция Берлинского метрополитена в округе Шпандау. Расположена на линии U7 между станциями «Ратхаус Шпандау» (нем. Rathaus Spandau) и «Цитаделле» (нем. Zitadelle).

## История
Открыта 1 октября 1984 года в составе участка «Рордамм» — «Ратхаус Шпандау». Станция строилась закрытым способом.

## Архитектура и оформление
Колонная трёхпролётная станция мелкого заложения, глубина 14 метров, одна из наиболее глубоких станций Берлинского метрополитена. Архитектор — Райнер Г. Рюммлер. Путевые стены, колонны и потолок станции отделаны белыми декоративными панелями. Капители колонн имеют форму расширяющихся кверху воронок. Выход расположен в центре платформы.

## Галерея

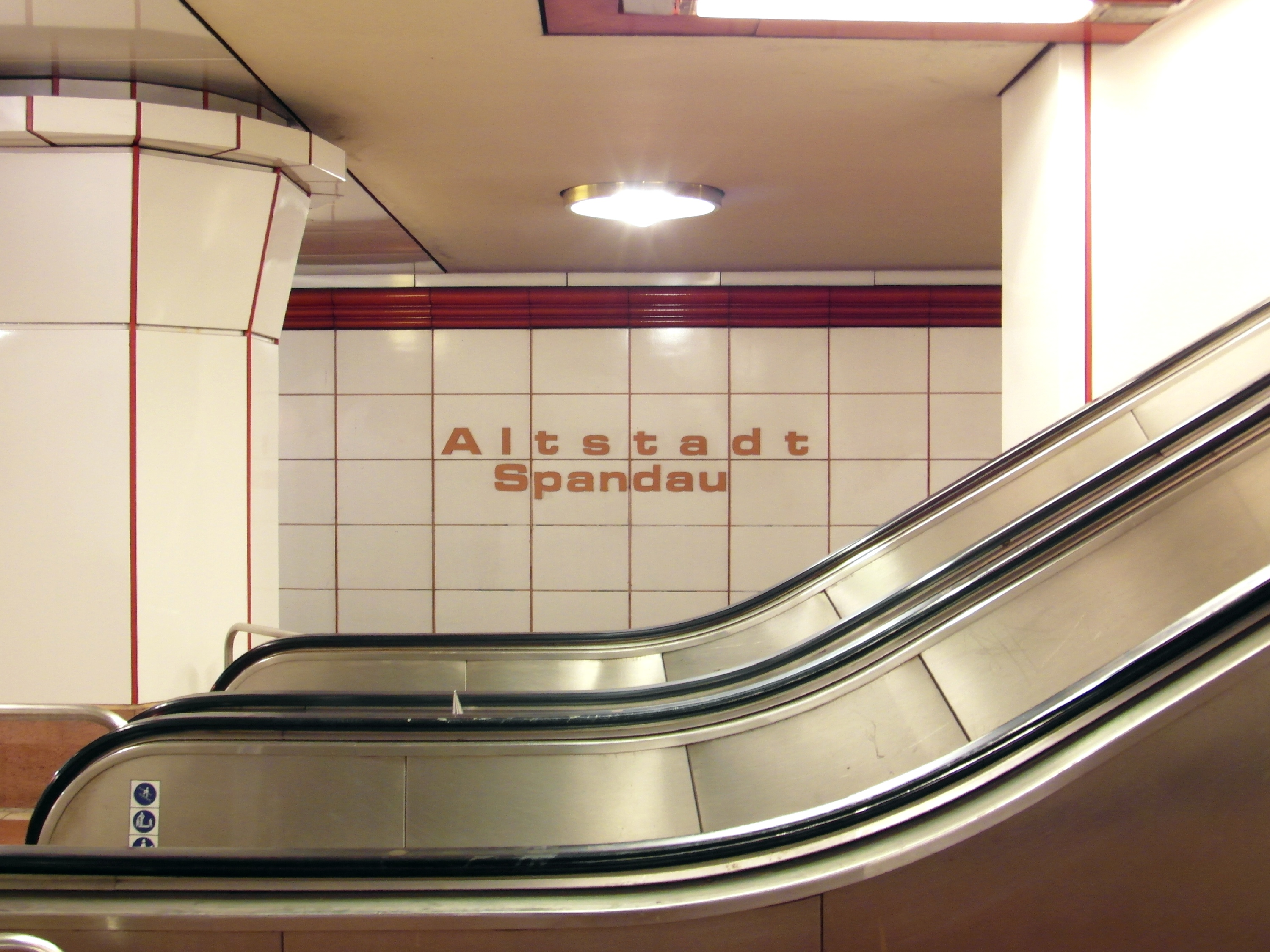
Эскалатор